# Страшные истории для рассказа в темноте
«Страшные истории для рассказа в темноте» (англ. Scary Stories to Tell in the Dark) — американский фильм ужасов режиссёра Андре Овредала. Мировая премьера фильма состоялась 8 августа 2019 года.

## Сюжет
В 1968 году в США, в маленький городок штата Пенсильвания прибывает парень по имени Рамон. Он похож на мексиканца и поэтому ему не доверяет шериф. В ночь на Хэллоуин молодая девушка, писательница-любитель Стелла Николс со своими двумя друзьями Чаком Стейнбергом и Огги Хильдербрантом решают отомстить школьной группировке, лидером которой является хулиган Томми. Они подбрасывают им мешок с фекалиями в машину, который Томми принимает за конфеты. Затем кидают рулоны бумаги и яйца в машину и убегают от них. Далее прячутся в машине Рамона. Группировка Томми пытается вытащить их из этой машины, но люди из соседних машин освистывают их и тогда хулиганы уходят.
Все вчетвером они решают исследовать большой местный дом с привидениями. Этот дом принадлежал покойной Саре Беллоуз, дочери местного промышленника, которую считали сумасшедшей. Внутри дома Стелла находит секретную комнату и книгу со страшными историями, которая принадлежала Саре. В одной из комнат Чак видит старуху с собакой, но потом они исчезают. Томми выслеживает и запирает друзей. Бывшая с ним на свидании Рут, сестра Чака, пытается образумить его, но он запирает и её и уходит. Но привидение Сары отпирает дверь и подростки выбираются из дома. Они обнаруживают, что машину Рамона разбил Томми.
Перед сном Стелла обнаруживает, что в книге Сары появилась новая история — главным героем в ней является Томми. В это время мама Томми просит его отнести куриные яйца и ему приходится идти через кукурузное поле, в котором стоит пугало по имени Гарольд. Оно оживает и нападает на Томми, превратив его в пугало. На следующий день, узнав о пропаже хулигана, Стелла и Рамон ищут Томми и обнаруживают на поле чучело в его одежде.
Стелла возвращает книгу Сары в заброшенный дом, но та вновь оказывается у неё в комнате. Стелла и Рамон становятся свидетелями, как пишется сама собой ещё одна история — в ней главным героем выступает Огги, съевший вместе с рагу палец ноги мертвеца. Пара пытается предупредить того об опасности. Огги прячется в своей комнате, но его настигает разгневанный живой труп без пальца и утаскивает под кровать. Огги исчезает, оставив только царапины от ногтей на полу.
Стелла, Чак и Рамон понимают, что они следующие. Они пытаются уничтожить книгу, но у них ничего не получается и они начинают искать информацию о Саре в старых газетах. Между тем в книге появляется история о Рут. На её щеке появляется прыщ и быстро становится всё больше и больше. Когда Рут идёт в школьный туалет и смотрит в зеркало из прыщика появляется чёрный волосок, это оказывается нога паука. Из прыща выскакивают сотни пауков и покрывают тело Рут. Друзья спасают её от них, но Рут увозят в больницу.
Чак говорит своим друзьям, что ему снился сон про толстую женщину с искажённым лицом из красной комнаты. Ребята решают идти в психиатрическую больницу, чтобы почитать записи про Сару. Им говорят, что досье находится в архиве, сокращённое название которого по-английски созвучно слову «красный». Чак боится идти с ними в «красную комнату» и убегает. Рамон и Стелла узнают, что Сару в психбольнице под видом лечения пытал её собственный брат, бывший её врачом. Действия Чака приводят к тому, что в больнице включают тревогу и в коридорах загорается красный свет. В каждом коридоре Чака встречает толстая женщина из его сна. В конце концов она ловит его, обнимает и засасывает в свой живот.
Стеллу и Рамона задерживает полиция. Они рассказывают обо всём шерифу, но он им не верит и отбирает книгу. Он говорит, что Рамон уклоняется от армии и запирает их в соседних камерах. Рамон рассказывает Стелле, что не хочет воевать во Вьетнаме, после того как там погиб его брат. В это время шериф видит, как книга сама по себе начала писать новую историю, в которой главным персонажем является Рамон. Тут шериф видит, как через дымоход в участок пробираются двигающиеся части расчленённого тела. Они собираются в чудовище, которое убивает шерифа. Монстр лезет через решётку к Рамону, но паре удаётся сбежать. Стелла бежит в дом к Саре, а Рамон задерживает чудовище.
Стелла попадает в прошлое и видит, что родственники Сары очень плохо относятся к ней из-за её внешности и того, что она рассказывает всем, что дети в городе умирают от загрязнённой фабрикой Беллоузов воды, в которую попала ртуть. Стелла общается с призраком Сары и со слезами на глазах говорит ей, что та невиновна, и обещает рассказать всем правду, если Сара прекратит писать страшные истории в книге. Сара исчезает, а вместе с ней и атакующее Рамона чудовище, Стелла возвращается в наше время.
Сверхъестественные ужасы заканчиваются. Стелла пишет книгу об истории Сары и произошедшем, но ей мало кто верит. Рамона забирают во Вьетнам, Стелла обещает писать ему. Рут выписали из больницы, Чака и Огги так и не нашли, но Стелла мечтает найти способ вернуть их с помощью книги Сары.

## В ролях
| Актёр                 | Роль             |
| --------------------- | ---------------- |
| Зои Маргарет Коллетти | Стелла Николс    |
| Майкл Гарза           | Рамон Моралес    |
| Остин Зажур           | Чак Стейнберг    |
| Гэбриел Раш           | Огги Хилдербрант |
| Дин Норрис            | Рой Николс       |
| Джил Беллоуз          | шеф Тёрнер       |
| Лоррейн Туссен        | Лоу Лоу          |
| Натали Гэнзхорн       | Рут              |
| Остин Абрамс          | Томми            |
| Кэтлин Поллард        | Сара Беллоуз     |
| Хавьер Ботет          | Большой Палец    |

## Награды и номинации
| Список наград и номинаций | Список наград и номинаций | Список наград и номинаций | Список наград и номинаций                  | Список наград и номинаций | Список наград и номинаций |
| Кинопремия                | Дата церемонии            | Категория                 | Номинант                                   | Результат                 | Ист.                      |
| ------------------------- | ------------------------- | ------------------------- | ------------------------------------------ | ------------------------- | ------------------------- |
| «Золотой трейлер»         | 2019                      | Лучший хоррор             | «Страшные истории для рассказа в темноте»  | Номинация                 |                           |
| «Сатурн»                  | 26 октября 2021           | Лучший фильм ужасов       | «Страшные истории для рассказа в темноте»  | Номинация                 |                           |
| «Сатурн»                  | 26 октября 2021           | Лучший грим               | Норман Кабрера, Майк Элизальде и Майк Хилл | Номинация                 |                           |

## Продолжение
Вероятный сиквел фильма находится на ранней стадии разработки.